# (34354) 2000 RL18
2000 RL18 (asteroide 34354) é um asteroide da cintura principal. Possui uma excentricidade de 0.10446170 e uma inclinação de 5.24267º.
Este asteroide foi descoberto no dia 1 de setembro de 2000 por LINEAR em Socorro.